# Noord Deurningen
Noord Deurningen is een dorp in Twente (provincie Overijssel, Nederland) dat sinds 2001 deel uitmaakt van de gemeente Dinkelland. Het plaatsje ligt bij de N342, ten noordoosten van Denekamp op ongeveer 1 kilometer van de Duitse grens.

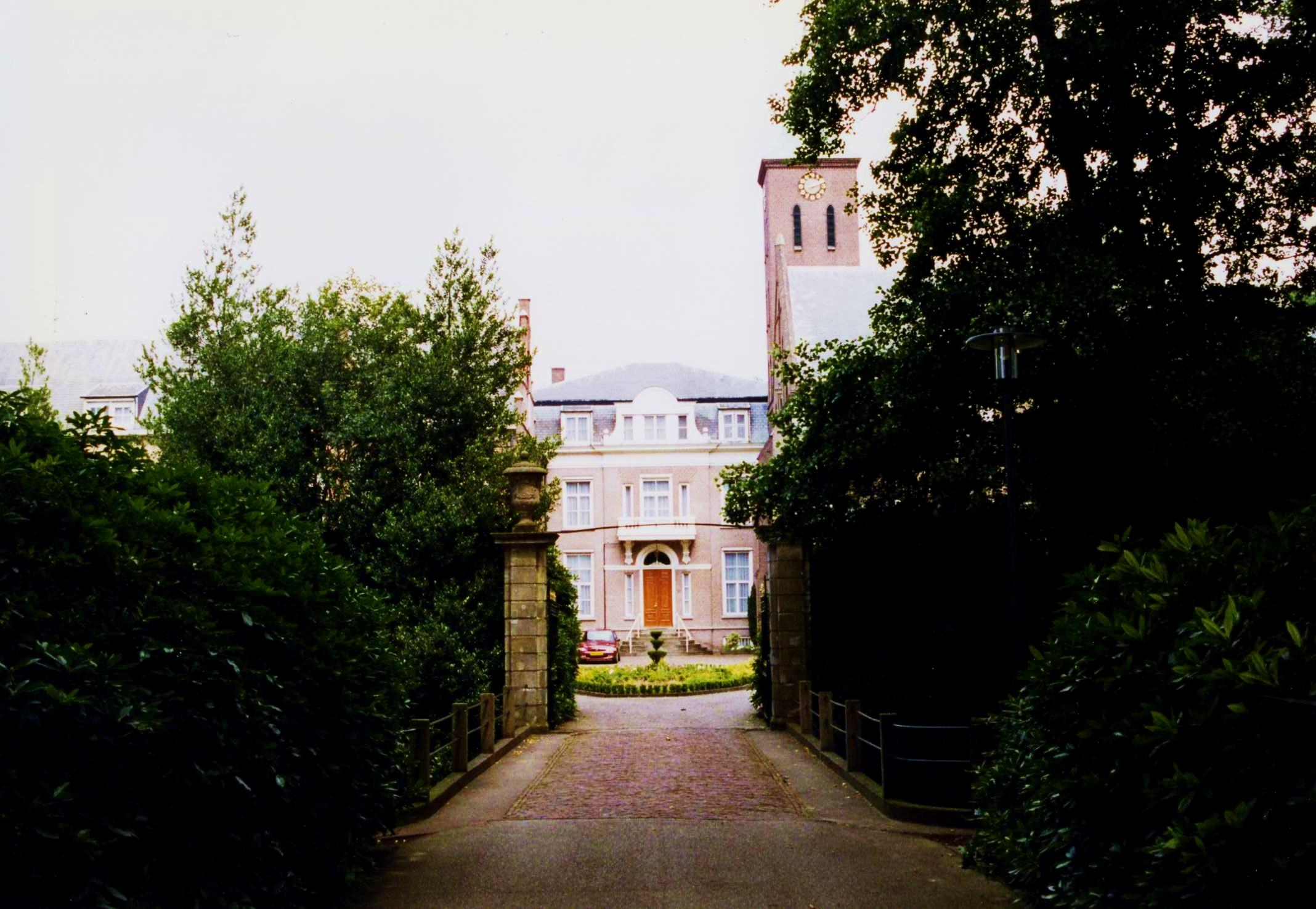
Huis Noorddeurningen

Het dorp heeft een lange geschiedenis; in 1382 was er al sprake van de buurtschap Nortdorningen. Op 1 januari 2004 woonden er 360 gezinnen in Noord Deurningen. Op 1 januari 2022 had het dorp volgens de peiling van het CBS 1060 inwoners.
De plaats is bekend om de havezate Noorddeurningen. Het goed bestond al in de 14e eeuw en was een boerenerf, toen nog Het Lubberdink genaamd. In de 17e eeuw werd er een havezate gebouwd. Het huis werd een klooster toen er na 1875 Zusters Franciscanessen kwamen wonen, hetgeen de naam 'Klooster Franciscanessen' verklaart. Het klooster is in handen van de rooms-katholieke Sint Nicolaasstichting.
Verder staat er sinds 1934 een R.K. parochiekerk in het dorp, de H. Jozefkerk.
Noord Deurningen bij Denekamp moet niet worden verward met Deurningen bij Hengelo, ook in Twente.

## Geboren in Noord Deurningen
- Hennie Kuiper, wielrenner
- Jelle Johannink, wielrenner